# Zaliszcze
Zaliszcze – wieś w Polsce położona w województwie lubelskim, w powiecie parczewskim, w gminie Podedwórze.
W latach 1975–1998 miejscowość administracyjnie należała do województwa bialskopodlaskiego.
Wieś stanowi sołectwo w gminie Podedwórze. Według Narodowego Spisu Powszechnego z roku 2011 wieś liczyła  mieszkańców.
Wierni Kościoła rzymskokatolickiego należą do parafii Podwyższenia Krzyża Świętego w Podedwórzu.

## Części wsi
| SIMC    | Nazwa   | Rodzaj    |
| ------- | ------- | --------- |
| 0017822 | Ostrów  | część wsi |
| 1023612 | Zadnie  | część wsi |
| 1023629 | Załawie | część wsi |

Na zachód od centrum wsi, na prawym brzegu kanału Wieprz-Krzna, położona jest Kolonia Zaliszcze.

## Historia
Zaliszcze w wieku XIX to wieś i folwark w powiecie włodawskim, gminie i parafii Opole. W roku 1895 wieś posiadała 47 domów zamieszkałych przez 380 mieszkańców, 2049 mórg gruntów. Poprzedni spis z 1827 roku wykazał we wsi 30 domów i 148 mieszkańców.
W roku 1871 folwark Zaliszcze posiadał rozległość 1028 mórg: w tym gruntów ornych i ogrodów 351, łąk 277 mórg, pastwisk mórg 87, lasu 294 morgi, nieużytków było mórg 19. Budynków folwarcznych murowanych było 3, drewnianych 7, las urządzony. Wieś Zzaliczcze posiadała osad 36, z gruntem mórg 1076.